# تأفق كنتوري

محاكاة للتأفق الكنتوري

التأفق الكنتوري عبارة عن طريقة لاجرانج في محاكاة تطور خط كنتوري أو خط تساوٍ واحد أو أكثر من كاشف الخطوط كما يثار بفعل السائل المتحرك. فلنتخيل فقاعة من الصبغة تُحقن في نهر أو مجرى مائي: لأول مرة يمكن وضع نماذج بتتبع حركة خطوطها فقط. وهي طريقة ممتازة لدراسة الخلط الشواشي: حتى في حالة التأفق من خلال مجالات سرعة هادئة أو ثابتة العزم بدرجة محدودة، من خلال عملية مستمرة من المد والطي، أحيانًا ما تتطور تلك الخطوط الكنتورية لتصبح كسورًا معقدة. ويعد الكاشف خاملاً على الدوام كما في 
ولكن ينشط أحيانًا كما في، تمثيل خاصية ديناميكية السوائل كما في الدوامية.
وفي الوقت الحالي يقتصر تأفق الخطوط الكنتورية على بعدين اثنين،
ولكن من الممكن التعميم على ثلاثة أبعاد.

## الطريقة
أولاً نحن بحاجة إلى مجموعة من النقاط كي تحدد الخط الكنتوري بدقة. هذه النقاط تتأفق لأعلى باستخدام المسار طريقة الحفاظ على السلامة للحفاظ على سلامتها، يجب إضافة نقاط إلى المنحنى أو حذفها منه على فترات منتظمة على أساس بعض المعايير أو القياسات. ويعد المعيار الأكثر وضوحًا هو الحفاظ على المسافة بين النقاط المتجاورة خلال فترة معينة. وهناك طريقة أفضل لاستخدام الانحناء إذ يقل عدد النقاط المطلوبة لنفس مستوى الدقة. الانحناء ثنائي الأبعاد، المنحنى الديكارتي يمثَل كما يلي:
{\displaystyle {\frac {1}{r}}={\sqrt {\left({\frac {\mathrm {d} ^{2}x}{\mathrm {d} s^{2}}}\right)^{2}+\left({\frac {\mathrm {d} ^{2}y}{\mathrm {d} s^{2}}}\right)^{2}}}}
حيث {\displaystyle r} هو نصف قطر الانحناء
و{\displaystyle s} هو المسار.
علينا الاحتفاظ بجزء من القوس مصطفًا بين نقطتين متجاورتين،
{\displaystyle r\Delta s}، حيث {\displaystyle \Delta s} هي فارق المسار بينهما،
بقيمة ثابتة تقريبًا
In,
يستخدم تركيب خدة التكعيب لحساب الانحناء وأيضًا
لإضافة نقاط جديدة إلى الخط الكنتوري.
ينتج عن الخدة
الملائمة بحسب المعادلة الوسيطية،
مجموعة من الاشتقاقات من المرتبة الثانية.

### الجراحة
تشتمل الدقة الهائلة التي طرأت على التقنيات على قص الخيوط التي تصبح
دقيقة جدًا بدرجة تجعلها بلا أهمية.
في حالة استخدام طريقة المسافة لإضافة/حذف نقاط،
تتوجه الطريقة بصورة مباشرة نسبيًا للأمام
لفحص المسافات بين كل مجموعات النقاط.
إذا كانت المسافة بين نقاط غير متجاورة صغيرة جدًا،
فتنفصل النقطتان عن النقاط المجاورة لهما،
وتتحدان معًا وبالمثل تتحد النقاط المجاورة مع بعضها.
يمكن حذف بعض النقاط بعد ذلك إذا ما لزم الأمر.
وبمجرد أن سمحنا بإجراء الجراحة، نسمح بمناطق مضاعفة الاتصال داخل نفس الكنتور.
قد تُزال قطعة من الكنتور طولها نقطة واحدة من المحاكاة.
وتعد المحافظة على تتابع النقاط بالترتيب هي الجزء الأكثر صعوبة في هذه الممارسة
لتقليل عدد حسابات المسافة---راجع بحث النقطة الأقرب.
في حالة استخدام طريقة الانحناء،
قد يصعب التعرف على وقت اقتراب قسمين من الكنتور
بدرجة تكفي لإجراء الجراحة بسبب انحناء الفراغ الفارق
بدرجة كبيرة مقابل الأقسام المستقيمة نسبيًا.

## التحقق
يمكن التحقق من الخطوط الكنتورية المتأفقة على سبيل المثال، خطوط تتبع الغازات (مثل الأوزون) في طبقة الستراتوسفير،
باستخدام أدوات الاستشعار عن بعد الفضائية باستخدام طريقة يطلق عليها استرجاع خط التساوي.

## وصلات خارجية
- ctraj: A library for Lagrangian advection simulations.